# Štark Arena
De Štark Arena (Servisch: Штарк арена, Štark Arena) is een grote multifunctionele indoor-arena in de Servische hoofdstad Belgrado. De arena is ontworpen als universele hal voor vele sportevenementen, waaronder basketbal, handbal, volleybal, tennis en atletiek, maar ook voor culturele evenementen. Met een grootte van 48.000 vierkante meter en 20.000 à 25.000 zitplaatsen is het een van de grootste indoor-arena's van Europa. De kostprijs was ongeveer 70 miljoen euro. In 2008 was de arena gastplaats voor het Eurovisiesongfestival 2008.

## Geschiedenis
In 1989 werd Belgrado aangewezen als gaststad voor het wereldkampioenschap basketbal 1994. Voorwaarde was wel dat er een nieuwe basketbalarena zou worden gebouwd. Het stadsbestuur schreef meteen een competitie uit voor het beste ontwerp voor de nieuwe arena die 20.000 zitplaatsen zou hebben. Het ontwerp van architect Vlada Slavica werd gekozen als het beste.
In 1991 werd er een locatie gekozen in Nieuw Belgrado (Novi Beograd). Er was wel een probleem, het bouwwerk tijdig klaar krijgen zou geen sinecure zijn. 126 bedrijven bundelden hun krachten en twee architecten werden gekozen om het dak te ontwerpen.
De uiteindelijke bouw startte in 1992 met de samenwerking van Amerikaans bedrijf HOK dat al ervaring had in het bouwen van sporthallen. Maar door de Joegoslavische oorlogen legde de Verenigde Naties sancties op aan de Federale Republiek Joegoslavië, dat nog enkel uit deelstaten Servië en Montenegro bestond. HOK stopte alle medewerking maar zelfs na deze tegenslag gingen de werken aan de arena verder.
In 1993 ging het land door een zware crisis, de inflatie bereikte recordhoogtes en door de sancties en conflicten in Joegoslavië verloor de stad de rechten om het WK te organiseren.

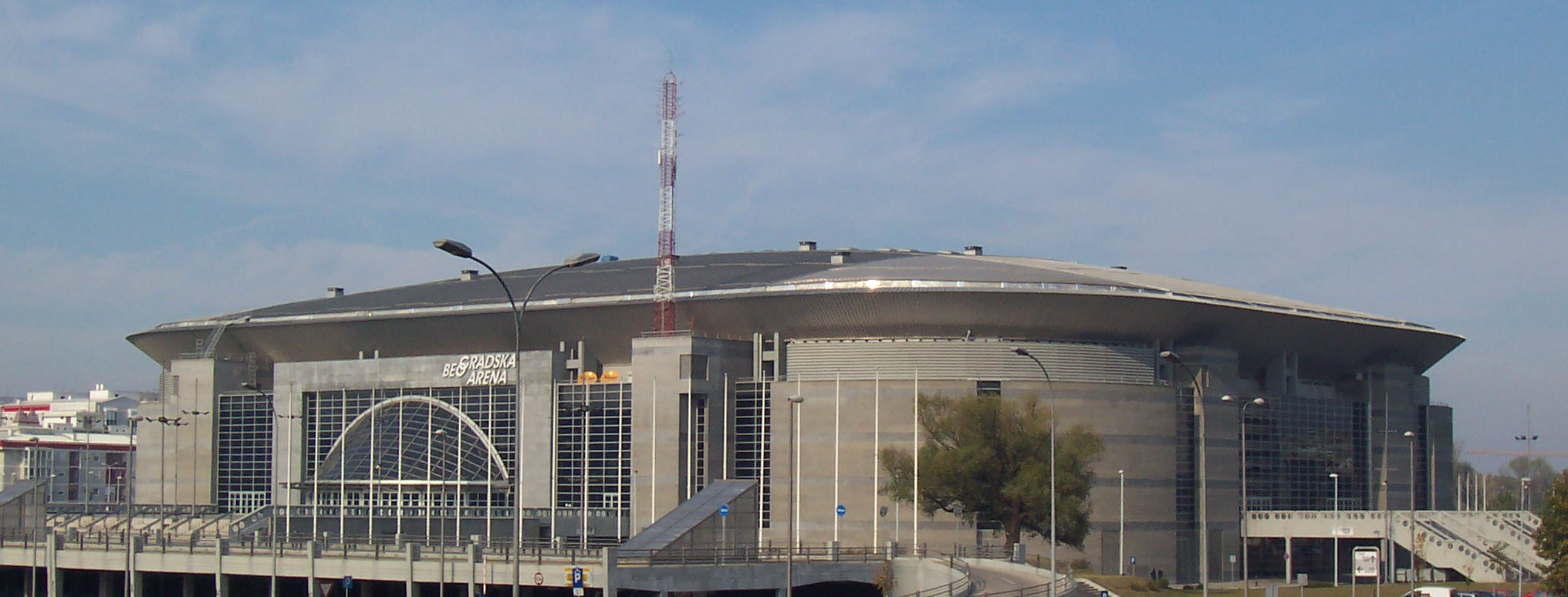
Zuidoostkant

Na de beslissing van de FIBA om het WK ergens anders door te brengen ging de bouw van de arena nog steeds verder maar wel tegen een trager tempo, voornamelijk door het gebrek aan materiaal, tot de constructie volledig stopte in 1995. De werken hervatten in 1998 toen de stad gekozen werd om in 1999 het WK tafeltennis te organiseren. Het dak was nu ver klaar en ook de andere werken schoten goed op. Maar ook nu verloor de stad de rechten om het WK te organiseren door het conflict in Kosovo waardoor de NAVO Belgrado bombardeerde.
Nadat de lucht eindelijk opklaarde voor Joegoslavië in 2000 werd ook begonnen met de afwerking van de bouw. De Arena was in 2004 af voor het Diamond Ball toernooi.
In 2006 waren er weinig activiteiten omdat men werkte aan brandveiligheid en de installatie van liften die voldeden aan Europese standaarden, die werken waren klaar in november 2006.

## Evenementen
2004
- 31 juli - officiële opening
- 31 juli tot 3 augustus - Diamond Ball 2004, pre-olympisch basketbaltoernooi
- 6 augustus - vriendschappelijke basketbalinterland Servië & Montenegro - Verenigde Staten

2005
- 8 tot 10 juli - Volleyball FIVB World League Final Four Toernooi
- 2 tot 7 september - Europees kampioenschap volleybal 2005, gedeeld georganiseerd door Belgrado en de Italiaanse hoofdstad Rome.
- 16 tot 25 september - Europees kampioenschap basketbal (Eurobasket 2005). Arena organiseerde kwartfinale, halve finale en finale.
- 2 oktober - David Copperfield, Amerikaans illusionist
- 15 oktober - Zdravko Čolić, Servisch popzanger
- 16 oktober - Zdravko Čolić, Servisch popzanger
- 28 oktober - Phil Collins, Engels zanger (First Final Farewell Tour)
- 15 november - Andrea Bocelli, Italiaans tenor

2006
- 6 november - 50 Cent, Amerikaans rapper
- 23 december - Bajaga i Instruktori, Servische pop-rockband

2007
- 16 januari - Servische Radicale Partij, verkiezingscampagne
- 17 januari - Democratische Servische Partij / Nieuw Servië, verkiezingscampagne
- 18 januari - Democratische Servische Partij, verkiezingscampagne
- 14 februari - Toše Proeski, Macedonisch pop-folkzanger
- 8 maart - Željko Samardžić, Servisch pop-folkzanger
- 10 maart - Riblja čorba, Servische rockband
- 25 maart tot 1 april - Europees tafeltenniskampioenschap 2007
- 6 tot 8 april - Europees judokampioenschap 2007
- 17 april - Busta Rhymes, Amerikaans hiphopper
- 20 april - Željko Joksimović, Servisch pop-folkzanger
- 12 mei - "Night of the Jumps", motorcyclejumpingshow
- 19 mei - Van Gogh, Servische rockband
- 1 juni - Gipsy Kings, Franse flamencoband
- 13 juni - The Chemical Brothers, Engels elektronisch duo
- 19 juni - Kaiser Chiefs, Engelse newwaveband + The Killers, Amerikaanse indierockband
- 21 tot 23 september - Davis Cup Wereldgroep, play-offs Servië-Australië
- 9 november - Joe Cocker, Engels blueszanger
- 10 december - Miroslav Ilić, Servisch folkzanger

2008
- 20 mei - Eurovisiesongfestival 2008, 1e halve finale
- 22 mei - Eurovisiesongfestival 2008, 2e halve finale
- 24 mei - Eurovisiesongfestival 2008, finale

2011
- 21 mei - Sensation Ocean of White edition

2013
- 6 t/m 22 december - WK handbal vrouwen